# Chiesa di Santa Maria degli Angiolini
La chiesa di Santa Maria degli Angiolini è un luogo di culto cattolico che si trova via della Colonna a Firenze. A Firenze esistettero altri due monasteri dedicati a Santa Maria degli Angeli, tutti in questa zona: oltre a questo, domenicano, detto per differenziarsi "degli Angiolini", c'era quello camaldolese in via Alfani e quello carmelitano in Oltrarno trasferitosi poi in Borgo Pinti, oggi detto di Santa Maria Maddalena dei Pazzi.

## Storia

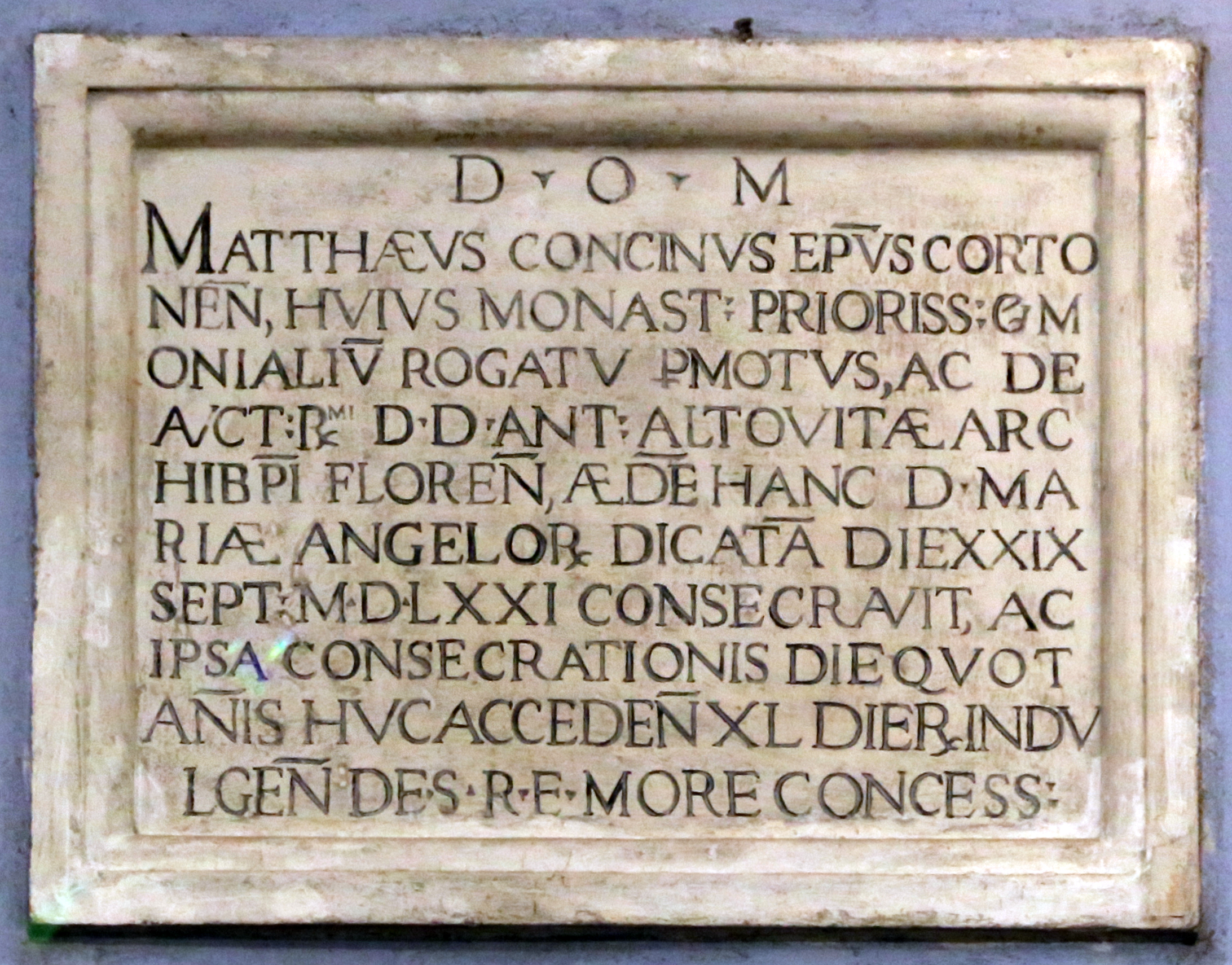
Lapide commemorativa della consacrazione.

La chiesa è la cappella dell'ex-monastero di Santa Maria degli Angiolini. Nel 1507 un gruppo di sei nobili pie donne fiorentine acquistarono alcune case dal lanaiolo Dioniso di Clemente in via Laura di Pinti (oggi via della Colonna), per dedicarsi alla vita religiosa e alle opere caritatevoli. Si votarono alla regola domenicana e nel 1509 furono riconosciute nel terzo ordine da parte di Giulio II. In quell'anno avviò la costruzione della chiesa. Forse il nome venne scelto per riecheggiare quello del più grande e antico monastero di Santa Maria degli Angeli. Il XVI secolo vide momenti difficile per le religiose, che vennero colpite dalla peste del 1527, dall'alluvione e la carestia del 1530, in una città già messa in pericolo dall'assedio delle truppe di Carlo V. In quell'anno avvennero alcuni fatti miracolosi: venne ritrovata anche una prodigiosa Madonnina in terracotta dentro un'intercapedine (poi collocata dentro la chiesa) e suor Cammilla Buonaccorsi, la mattina del 2 agosto, ebbe la premonizione della sconfitta di Francesco Ferrucci nella battaglia di Gavinana e della morte del principe d'Orange in combattimento (il Ferrucci sarebbe pure morto quel pomeriggio sotto il pugnale di Fabrizio Maramaldo). L'edificio fu consacrato ufficialmente solo il 29 settembre 1571, alla presenza del vescovo di Cortona Matteo Concini; forse proprio per la festa di san Michele di quel giorno le monache vennero anche dette popolarmente "di San Michele". Per ottenere il campanile a vela che ancora oggi si vede, essendo esso concesso di norma solo alle chiese parrocchiali, le domenicane dovettero ottenere il permesso dalla badessa di San Pier Maggiore (la "sposa del vescovo", la più importante religiosa a Firenze), acconsentendo di offrire annualmente un certo numero di ceri.
Con l'avvicinamento di un numero di donne sempre crescente, l'edificio venne ampliato e trasformato in un vero e proprio monastero di clausura.

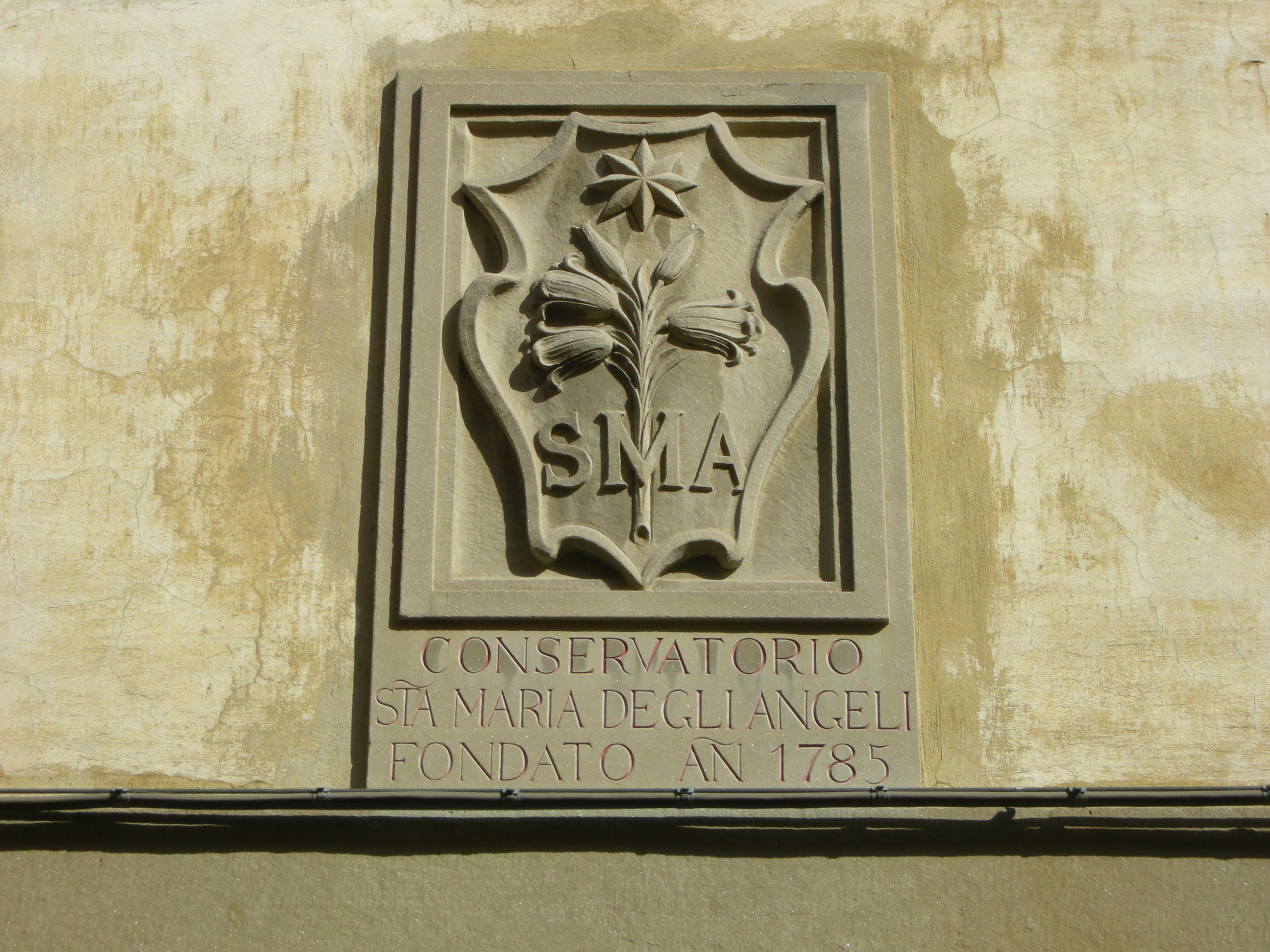
Stemma del conservatorio di Santa Maria degli Angioli, su via Laura.

Il convento aveva i propri orti oltre via Laura (all'epoca via Ventura) e quando alla fine del Seicento fu tracciato l'ultimo tratto di via della Pergola, le monache chiesero a Ferdinando II de' Medici un passaggio sotterraneo per raggiungerli in tranquillità, richiesta poi mutata in un cavalcavia coperto, che fu autorizzato e realizzato nel 1617, tuttora esistente.
Nel 1785, il Granduca Pietro Leopoldo, in una delle prime ondate di soppressioni monastiche, secolarizzò il monastero e lo trasformò in conservatorio. In quell'epoca molti degli affreschi vennero scialbati e alcuni stucchi di putti nudi coperti, per dare all'insieme un aspetto più austero (rimosso col restauro degli anni novanta).
La chiesetta, danneggiata gravemente dall'alluvione di Firenze del 1966 con l'acqua arrivata fino a circa due metri di altezza, è stata chiusa per quarant'anni ed è stata riaperta solo nel novembre del 2006, poche settimane dopo la celebrazione del quarantennale della grande inondazione, al termine di un restauro iniziatosi solo nel 1996 su finanziamento dell'Ente Cassa di Risparmio di Firenze.

## Descrizione

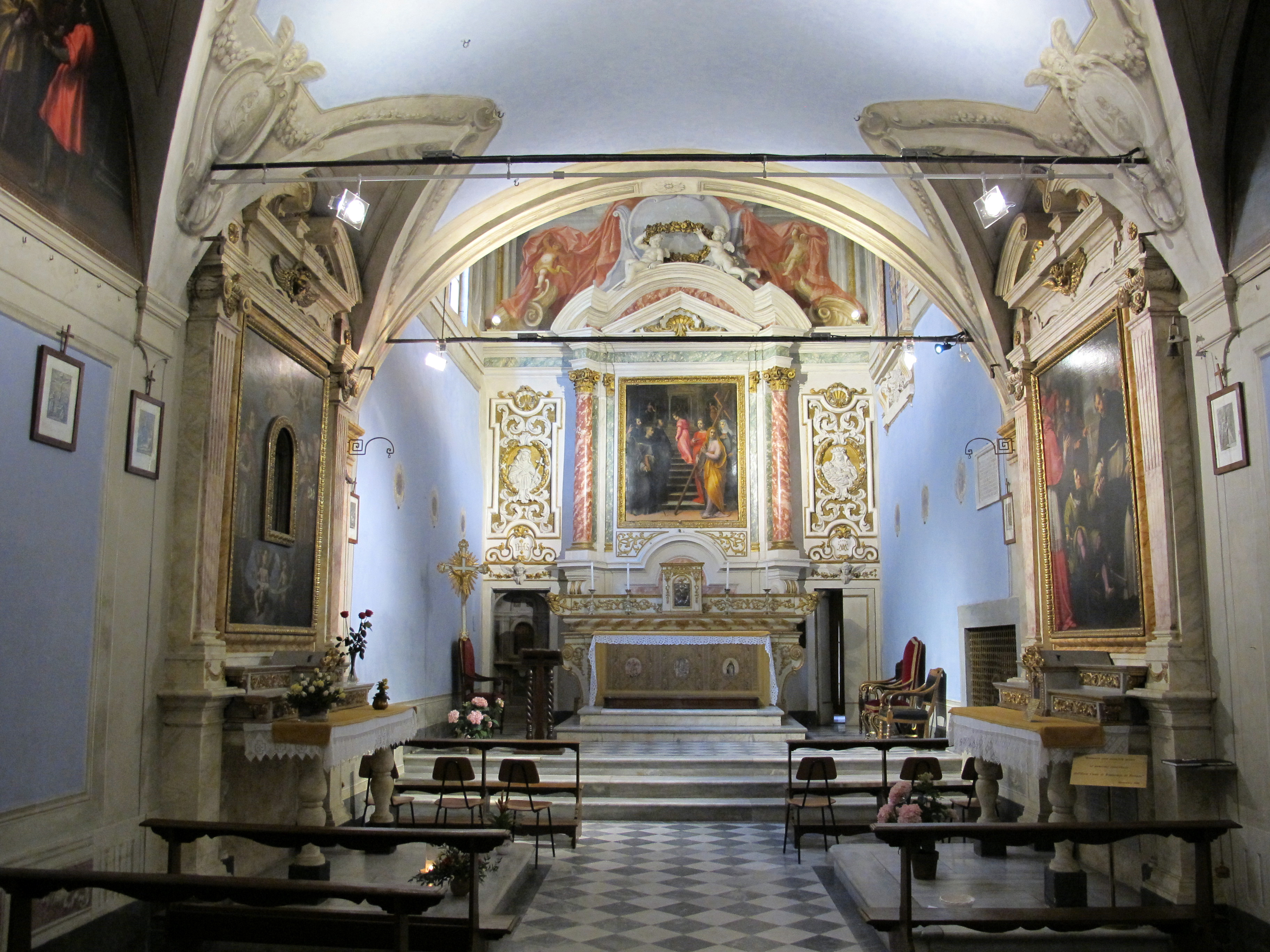
Interno.

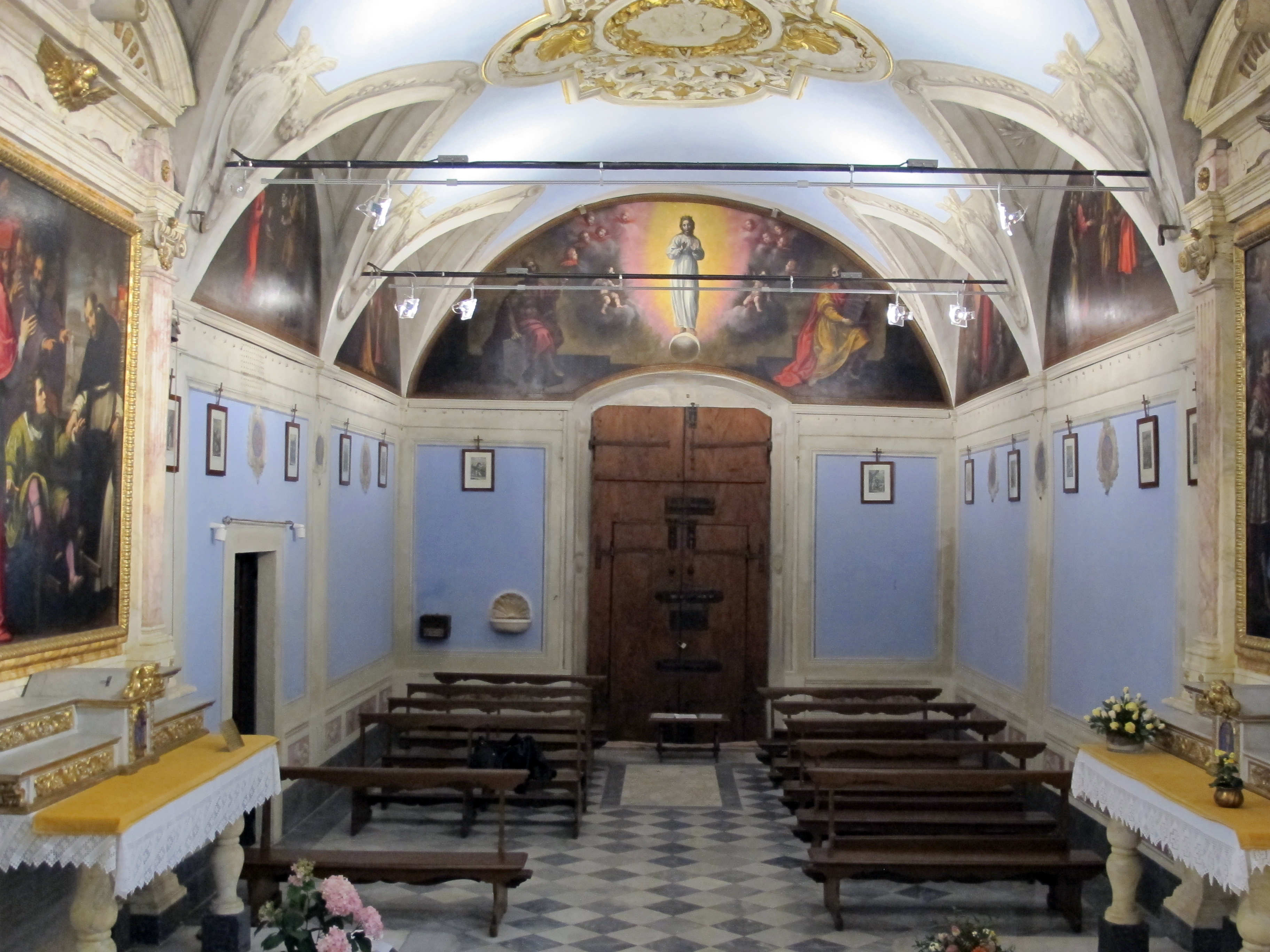
Interno.

L'edificio ha una facciata a capanna, in cui si aprono il portale (con lunetta un tempo decorata da un affresco dell'Annunciazione di Antonio Marini del 1836) e un grande oculo.
La decorazione interna della piccola chiesa risale al momento di maggior splendore del monastero, verso la metà del Seicento. Vi sono conservate alcune grandi pale d'altare dipinte dai maggiori maestri fiorentini dell'epoca, a testimonianza della ricchezza e del prestigio raggiunti da quest'istituzione religiosa. Tra i nomi si citano Francesco Curradi, Matteo Rosselli, autori delle tele sugli altari laterali, Giovanni Maria Ciocchi, autore dell'affresco con la Gloria di san Michele sul soffitto (1715).
L'organo della chiesa fu costruito nel 1793 su uno strumento preesistente, per opera di Luigi e Benedetto Tronci.
La pala d'altare invece risale alla prima fondazione della chiesa, nel primo Cinquecento ed è una straordinaria opera del primo manierismo fiorentino attribuita a Domenico Puligo, con evidenti influenze di Pontormo; raffigura la Presentazione di Maria al Tempio ed è un evidente richiamo alla vita delle monache: Maria adolescente è infatti ritratta al centro, tra due gruppi di santi, mentre si volge indietro, come a salutare la vita laica, prima di salire il settimo gradino che la porterà a passare la sua giovinezza in un monastero: il settimo grado del noviziato era infatti quello dopo il quale le ragazze sceglievano se prendere i voti e quindi dedicare la propria vita al monachesimo. Le sante sono Elena, Caterina da Siena e Lucia; i santi Antonino Pierozzi, Tommaso d'Aquino e Vincenzo Ferrer, tutti domenicani. Fu commissionato da Jacopo Quaratesi nel 1526-1527, avendo egli sua sorella Dianora in questo monastero. Ai lati dell'altare stucchi di Giovan Battista Ciceri.
Le monache conservano inoltre un San Giovanni Battista del Giambologna, forse un modello per il bronzo nella Cappella Salviati in San Marco.
Il monastero ha alcuni ambienti monumentali, come il porticato del 1639, con stucchi coevi, il grande refettorio, una "chiesa piccola" nata dalla sagrestia della chiesa principale, con capitelli e peducci cinquecenteschi. All'esterno una targa dei Signori Otto del 1636 vieta giochi e schiamazzi nei dintorni del monastero. 
| I SS · OTTO HANO PROIBITO OGNI SORTE DI GIVOCO INTORNO A QVESTO MONAST° 1636 |

Una quasi identica si trova su via Laura, dove c'era l'altro lato del monastero.